# Gradenigo
Familie nobilă venețiană, care a dat următorii dogi:
- Pietro Tradonico (836-864 (apartenența la familia Gradenigo este îndoielnică)
- Pietro Trasdomenico (888-912) (apartenența la familia Gradenigo este îndoielnică)
- Pietro Gradenigo (1289-1311)
- Bartolomeo Gradenigo (1339-1342)
- Giovanni Gradenigo (1355-1356)

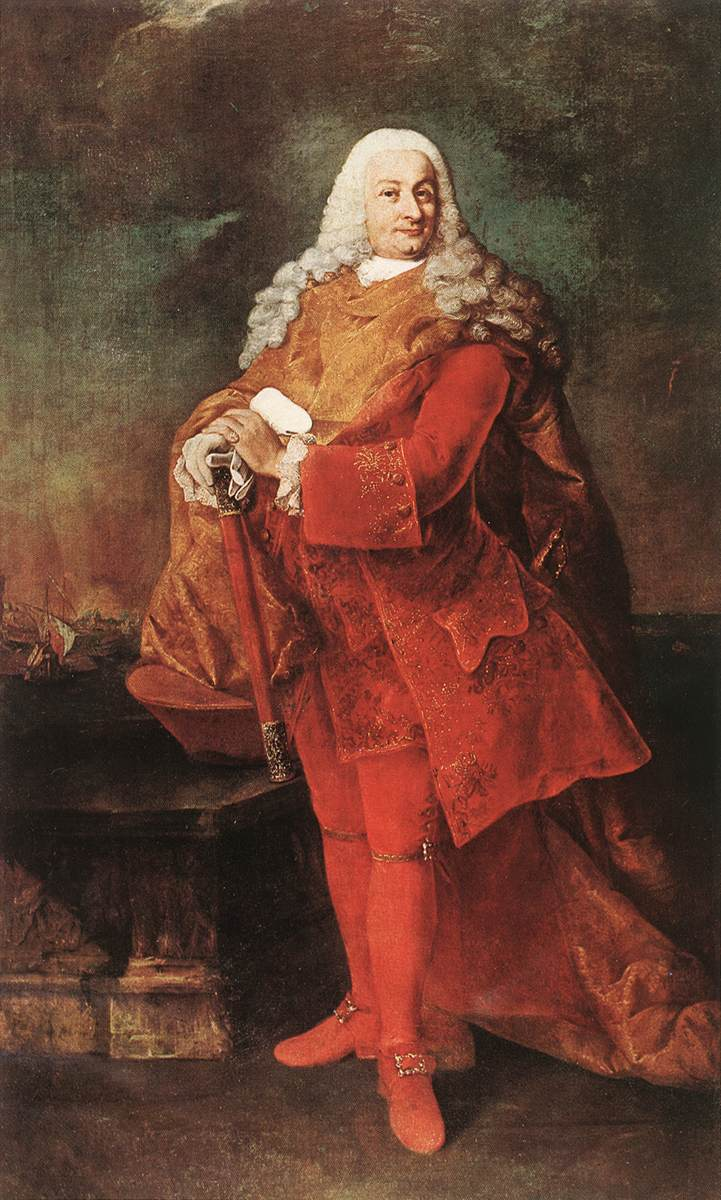
Jacopo Gradenigo
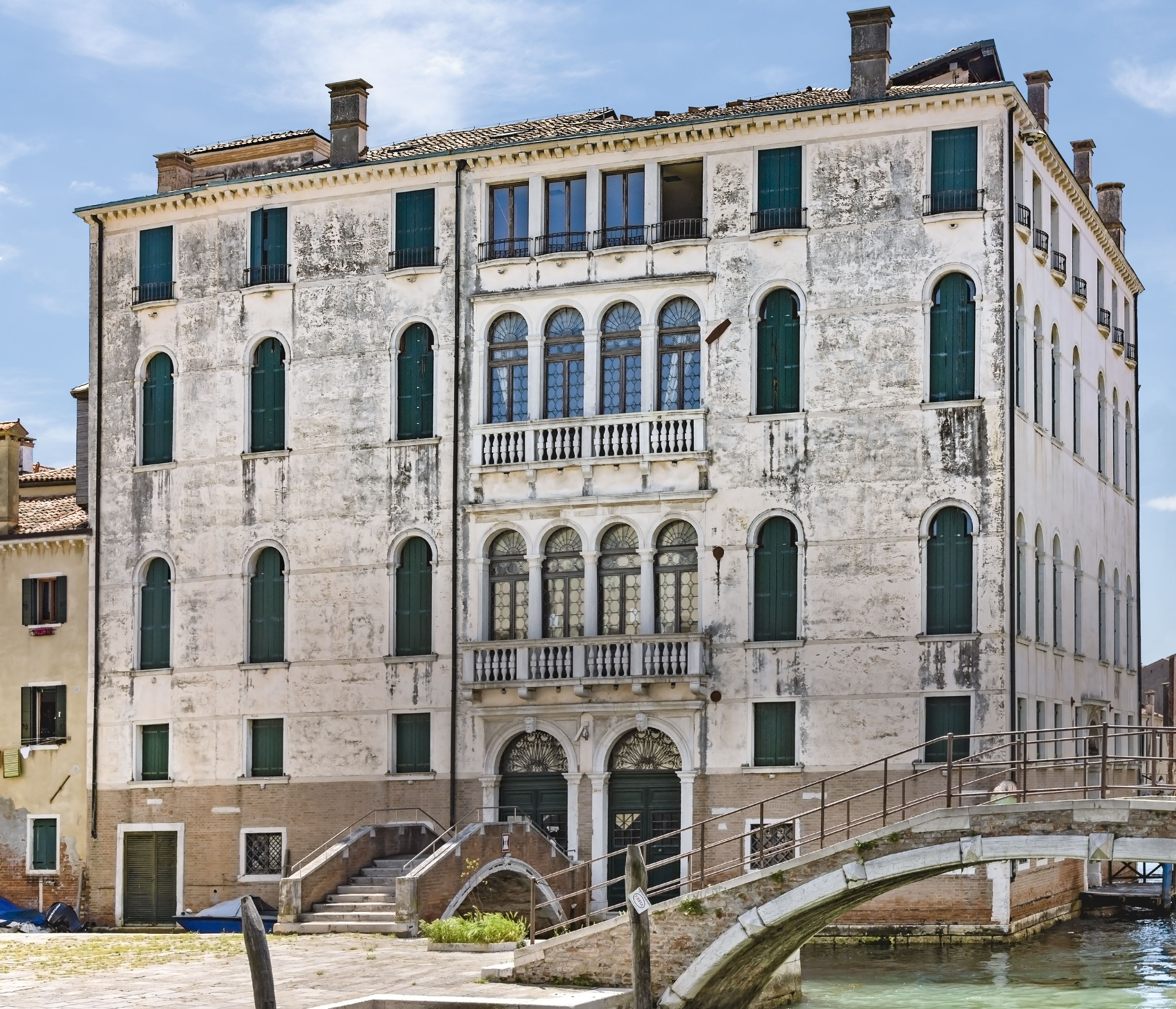
Palazzo Gradenigo Santa Giustina
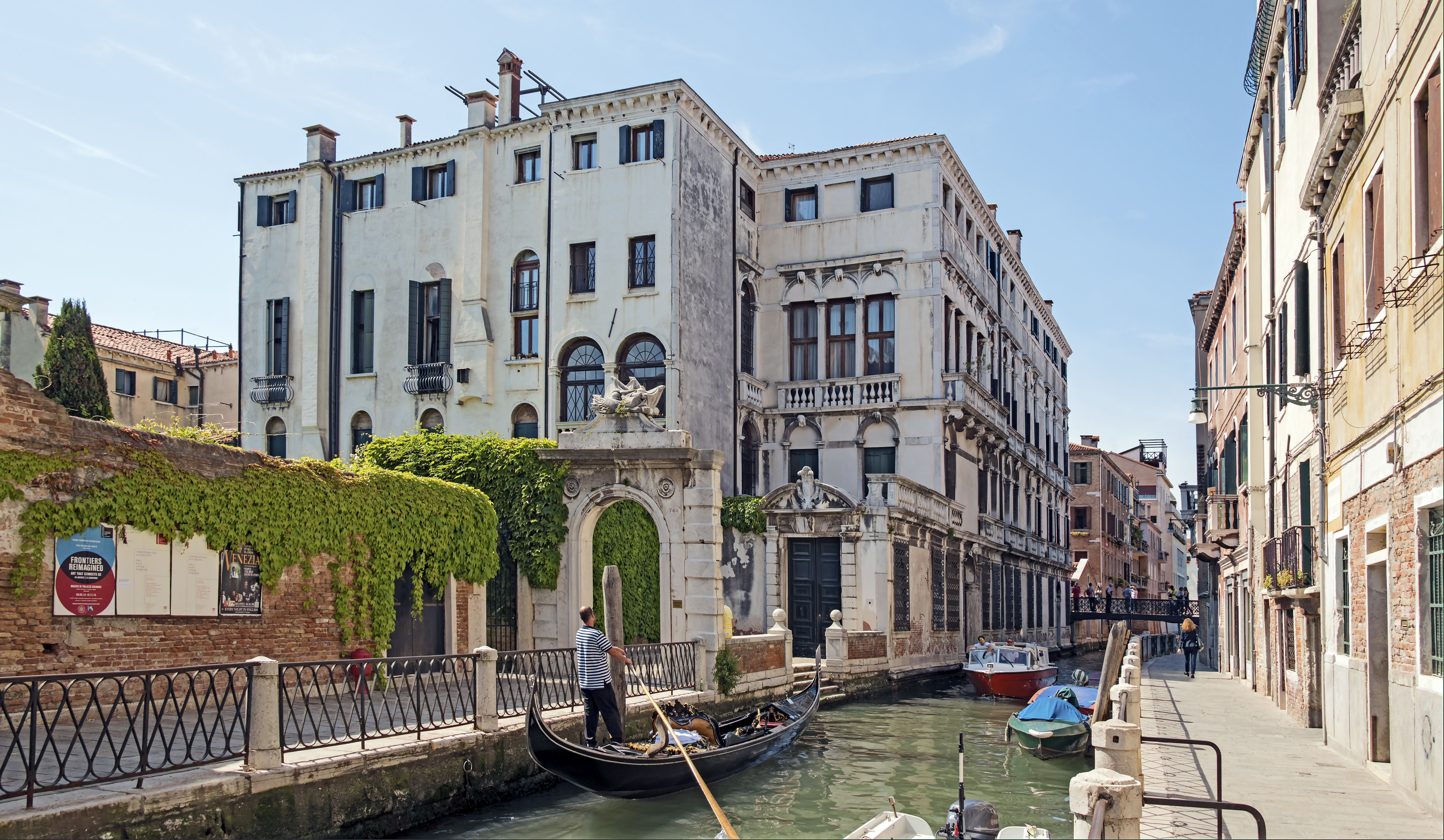
Palazzo Gradenigo,  San Simeon Grande